# (78652) Quero
Pour les articles homonymes, voir Quero.
(78652) Quero est un astéroïde de la ceinture principale.

## Description
(78652) Quero est un astéroïde de la ceinture principale. Il fut découvert le 3 octobre 2002 à Campo Imperatore par le projet CINEOS. Il présente une orbite caractérisée par un demi-grand axe de 2,61 UA, une excentricité de 0,13 et une inclinaison de 7,6° par rapport à l'écliptique.

## Compléments